# 星星之火，可以燎原
《星星之火，可以燎原》，原名《时局估量和红军行动问题》，是红四军收到中共中央的“二月来信”后，林彪给毛泽东写信，毛泽东回覆的一封公开信。

## 经过
由于红四军与國民革命軍交战中受挫，1929年2月7日，中共中央根据共产国际总书记布哈林的指示起草《中央给润之、玉阶两同志并转湘赣边特委信》（俗称“二月来信”），发信给红四军，信中对红四军在农村的革命形势持悲观态度，不赞成在农村中扩大武装斗争和土地革命，强调争取群众和城市工作。还要求毛泽东、朱德离开部队回中央，所部分编成小部队以“隐匿大的目标”，散入湘赣边境进行土地革命，每支队伍定为数十人、数百人，最多不超过500人。由于毛泽东、朱德、彭德怀等人的反对，命令未被执行。
12月底，当时的红四军第一纵队纵队长，21岁的林彪在给毛泽东的私人新年贺信中提出了与“二月来信”中同样的观点和军事思想。
1930年1月5日，毛泽东写了《时局估量和红军行动问题》的回复林彪的长信，并且印发各大队党支部。信中批评林彪“我从前颇感觉、至今还有感觉你对于时局的估量是比较的悲观。我知道你相信革命高潮不可避免的要到来，但你不相信革命高潮有迅速到来的可能，因此在行动上你不赞成一年争取江西的计划，而只赞成闽粤赣交界三区域的游击；同时在三区域也没有建立赤色政权的深刻的观念……”，并且对林和其它人之前就有的悲观情绪进行批评，提出农村包围城市等与“二月来信”相反的观点。又指出全国都布满了“干柴”，以“星星之火，可以燎原”的语句激励士气。中共官方认为：这是毛泽东继古田会议后又一个重大的战略决策。进一步纠正了红四军主力下井冈山后部分滋长起来的单纯流动游击的错误观念，要求大家毫不动摇地确立“建立赤色政权的深刻观念”，把更大的精力投入开辟及巩固赣南闽西革命根据地的工作中去。

## 对林彪的影响
《时局估量和红军行动问题》在1941年12月后被多次出版，1947年秋，中共中央筹备出版《毛泽东选集》。1948年2月28日，林彪致信中共中央宣传部，要求再出版这篇文章时不要公开他的名字“以免对中央内情不了解的人发生种种无谓的猜测”，毛同意。这封长信在后来出版时被更名为“星星之火，可以燎原”。
1969年9月，林彪重游井冈山少有的写了首诗：
志壮坚信马列，岂疑星火燎原。

辉煌胜利尽开颜，斗志不容稍减。
作家汪幸福认为林彪当时没有料到毛泽东会回这么长的信，并把他作为典型将信分到全军阅读，这样会使很多人对他产生误解。九一三事件林彪死后，其给毛泽东的信受到猛烈批判，多年后萧克在其回忆录仍写道：“林彪曾提出‘井冈山红旗到底能够打多久？’。”作为一个高级指挥员，林彪这种言行的影响很恶劣，但毛泽东当时并未在意。在毛泽东眼中，林彪还是个“娃娃”，他曾对何长工说‘林彪的说法是小孩子之见。’”黄克诚则认为：“林彪不隐瞒自己的观点，尽管观点错误，但敢于向上级反映，就这一点说，是表现了一个共产党员的态度。”“在党内不隐瞒自己的观点，按照组织系统提出自己的意见，我们应当提倡这种事情，不是批判这种事情，特别现在应当提倡这种作风。”“据我了解，像这类的事情林彪不只这一回，他向毛主席提意见，还有提得更厉害的。”

## 延伸阅读
- 毛泽东《星星之火，可以燎原》，《毛泽东选集》1991年7月载（修改版） （页面存档备份，存于） （页面存档备份，存于）。被删部分见叶永烈《历史选择了毛泽东》，章节“3.05 毛泽东写长信批评了林彪中的文字” （页面存档备份，存于）。